# Сражение при Фамаилье
Сражение при Фамаилье (исп. Batalla de Famaillá) — одно из сражений гражданских войн в Аргентине. Победа 19 сентября 1841 года войск федералистов под командованием бывшего президента Уругвая Мануэля Орибе над армией унитариев генерала Хуана Лавалье в провинции Тукуман.

Аргентина в 1840 году. Северная коалиция выделена голубым цветом, а Федеральная лига — розовым

После поражения унитариев в битве при Кебрачо-Эррадо, войска Лавалье и Араоса де Ламадрида были вынуждены покинуть провинцию Кордова и двинуться в северные аргентинские провинции. Там они сформировали альянс, известный как Северная коалиция, и стали собирать силы для борьбы против Хуана Мануэля де Росаса и его союзников.
Столкнувшись с подавляющим численным превосходством наступающих войск федералистов, унитарии были вынуждены отступить в сторону провинции Катамарка, где Лавалье и Ламадрид разделились: последний отправился в провинцию Куйо, чтобы попытаться поднять восстание против Росаса, в то время как Лавалье, объединив свои силы с войсками провинции Тукуман, стал дожидаться подхода федералистов генерала Орибе. Орибе также двинулся к Тукуману, желая окончательно покончить с унитариями, одновременно отправив генерала Анхеля Пачеко вслед за Ламадридом.
Лавалье в ночь на 14 сентября выступил из своего лагеря в Лос-Ногалесе. Его план состоял в том, чтобы заманить Орибе в ловушку между Тукуманом и его армией. 15-го числа он был в Лулесе, а на рассвете 16-го числа он был в Фамаилье, опустевшем городе, жители которого бежали в близлежащие горы. Он разбил лагерь на берегу реки Бальдеррама, 17-го числа продолжил путь к ранчо Ла-Флорида и на рассвете 18-го прибыл в Негро-Потреро. Там ночью он переправился через реку Фамаилья и стал ждать подхода федералистов примерно в 40 км (25 миль) к югу от столицы провинции. Силы Лавалье насчитывали около 2000 человек, а подходившая федералистская армия - около 2200.
На рассвете 19-го числа обе армии были в пределах видимости друг друга. Бой начался в середине утра. Орибе приказал своим войскам развернуться и наступать. Федералистская кавалерия стала на фланги, пехота построилась в центре. Лавалье также приказал атаковать на своём левом фланге, в то время как его артиллерия своим огнём заставила пехоту Орибе лечь на землю. Победа казалась близкой унитариям, когда федералистские кавалеристы Лагоса отступили, но затем они повернулись и контратаковали противника, который бежал. Лавалье приказал атаковать своему правому флангу, но ополченцы Тукумана отошли без боя, и кавалерия Ибарры продвинулись без сопротивления. Пехота унитариев бежала в лес. Победа оказалась в руках Орибе, и Лавалье и его люди были вынуждены бежать.
Поражение при Фамаилье ознаменовало конец Северной коалиции. Это была также предпоследняя битва в этой гражданской войне. Всего пять дней спустя Ламадрид потерпел поражение в сржении при Родео-дель-Медио, и на протяжении последующих десяти лет страна снова управлялась федералистской партией.